# Compsodes mexicanus
Compsodes mexicanus är en kackerlacksart som först beskrevs av Henri Saussure 1868.  Compsodes mexicanus ingår i släktet Compsodes och familjen Polyphagidae. Inga underarter finns listade i Catalogue of Life.